# Jamie Macoun
James Neil „Jamie“ Macoun (* 17. August 1961 in Hamilton, Ontario) ist ein ehemaliger kanadischer Eishockeyspieler, der in seiner aktiven Zeit von 1978 bis 1999 unter anderem für die Calgary Flames, Toronto Maple Leafs und Detroit Red Wings in der National Hockey League gespielt hat.     

## Karriere
Jamie Macoun begann seine Karriere als Eishockeyspieler in der kanadischen Juniorenliga Ontario Junior Hockey League, in der er von 1978 bis 1980 für die Newmarket Flyers und Aurora Tigers aktiv war. Anschließend besuchte er zweieinhalb Jahre lang die Ohio State University und spielte für deren Mannschaft in der National Collegiate Athletic Association, ehe er am 30. Januar 1983 einen Vertrag als Free Agent bei den Calgary Flames unterschrieb. Für die Kanadier gab der Verteidiger in der Saison 1982/83 sein Debüt in der National Hockey League und kam bis Saisonende in 31 Spielen zum Einsatz, in denen er ein Tor erzielte und sechs Vorlagen gab. Im folgenden Jahr wurde er in das NHL All-Rookie Team gewählt, nachdem er in der regulären Saison mit 32 Scorerpunkten in 72 Spielen überzeugen konnte.
Nach neun Jahren als Stammspieler bei den Calgary Flames wurde Macoun am 2. Januar 1992 in einem groß angelegten Tauschgeschäft zusammen mit Doug Gilmour, Ric Natress, Kent Manderville und Rick Wamsley im Tausch gegen Gary Leeman, Oleksandr Hodynjuk, Jeff Reese, Michel Petit und Craig Berube an die Toronto Maple Leafs abgegeben. Bei dem Team der sogenannten Original Six konnte der kanadische Nationalspieler ebenfalls überzeugen und zwei Mal sogar die kompletten 82 Spiele der regulären Saison absolvieren. Kurz vor Ende der Trade Deadline gaben ihn die Maple Leafs schließlich in der Saison 1997/98 an die Detroit Red Wings ab, mit denen er am Saisonende den prestigeträchtigen Stanley Cup gewinnen konnte. In den Playoffs hatte er mit je zwei Toren und Vorlagen bei 22 Einsätzen großen Anteil an diesem Erfolg. Anschließend verbrachte er noch eine Spielzeit beim Team aus Michigan, ehe er 1999 im Alter von 37 Jahren seine Karriere beendete. 

### International
Für Kanada nahm Macoun an den Weltmeisterschaften 1985, 1990 und 1991 teil. Bei der WM 1991 wurde er zum besten Verteidiger des Turniers gewählt.

## Erfolge und Auszeichnungen
- 1984 NHL All-Rookie Team
- 1985 Silbermedaille bei der Weltmeisterschaft
- 1989 Stanley-Cup-Gewinn mit den Calgary Flames
- 1991 Bester Verteidiger bei der Weltmeisterschaft
- 1998 Stanley-Cup-Gewinn mit den Detroit Red Wings